# 倘塘镇
倘塘镇，是中华人民共和国云南省曲靖市宣威市下辖的一个镇。

## 行政区划
倘塘镇下辖以下地区：
倘塘村、宜木戛村、得宜村、鲁乍村、兴隆村、新堡村、英阿村、东冲村、启龙村、旧堡村、铺子村、发赛村、三岔村、茂宗村、贝古村、法宏村、松林村和新乐村。

## 特色
- 倘塘豆腐：黃色的布包豆腐，用酸漿而不是石灰來成型。